# Les Portes tournantes
Pour plus de détails, voir Fiche technique et Distribution.
 Les Portes tournantes est un film dramatique franco-québécois réalisé par Francis Mankiewicz, sorti en 1988.

## Synopsis
À New York, Céleste Beaumont, une pianiste de jazz fait le bilan de sa vie. Réfugiée dans la grande ville, elle n’a plus revu son fils artiste-peintre. Elle écrit pour lui un journal. Ce journal qui vient de sa mère bouleverse Blaudelle et son fils de 10 ans : Antoine. C’est à travers l’imaginaire de ce dernier que se tisse le récit de Céleste, de 1922 à Val-d'Amours lorsqu’elle était encore adolescente jusqu’à sa consécration. 

## Fiche technique
- Titre : Les Portes tournantes
- Titre anglais : The Revolving Doors
- Réalisation : Francis Mankiewicz
- Production : René Malo, Francyne Morin, Louise Gendron et Marc Daigle
- Scénario : Francis Mankiewicz et Jacques Savoie
- Cinématographie : Thomas Vamos
- Montage : André Corriveau
- Dessin des costumes : François Barbeau
- Langue : français
- Pays :  Canada  France
- Genre : Film dramatique
- Durée : 101 minutes
- Date de sortie : 30 juin 1989

## Distribution
- Monique Spaziani : Céleste
- Gabriel Arcand : Madrigal Blaudelle
- Miou-Miou : Lauda
- François Méthé : Antoine
- Jacques Penot : Pierre Blaudelle
- Françoise Faucher : Simone Blaudelle
- Jean-Louis Roux : Monsieur Blaudelle
- Rémy Girard : Monsieur Litwin
- Rita Lafontaine : Madame Beaumont
- Hubert Loiselle : Monsieur Beaumont
- Papa John Creach : John Devil
- Charles Reiner : Gunther
- Marcel Sabourin : Homme du train
- Charlotte Laurier : Bonne
- Martin Faucher : Enfant Beaumont
- Réal Houle : Enfant Beaumont
- Stéphanie Labbé : Enfant Beaumont
- Louise Mailhot : Enfant Beaumont
- Jason McRae : Enfant Beaumont
- Jean-Sébastien Potvin : Enfant Beaumont
- Nicolas Prévost : Enfant Beaumont
- André Proulx : Homme engagé
- Harold Fisher : Musicien - Tchukon
- Kathleen Dyson-Oliver : Musicienne - Tchukon
- Éric Roberts : Musicien - Tchukon
- Ingrid Stitt : Musicienne - Tchukon
- Warren 'Slim' Williams : Musicien – Tchukon (Warren 'Slim' Williams lui-même)
- Charles Biddle Sr. : Musicien de Jazz (Charlie Biddle lui-même)
- Glen Bradley : Musicien de Jazz
- Charles Duncan : Musicien de Jazz
- Reveal Thomas : Musicien de Jazz
- Évelyn Regimbald : Spectatrice
- Donald L’Amoureux : Douanier
- Michael Sullivan : Douanier
- Simon Lavoie-Meek : Madrigal, enfant
- Anne-Marie Desrochers : Interprète de Céleste au piano
- Mathieu Grondin

## Distinctions

### Récompenses
- 1988 : Festival de Cannes, Prix œcuménique : mention spéciale du jury à Francis Mankiewicz
- 1989 : Prix Génie du Meilleur dessin de costumes à François Barbeau
- 1989 : Prix Génie de la Meilleure performance dans un rôle de soutien à Rémy Girard

### Nominations
- 1989 : Prix Génie de la meilleure direction artistique à Anne Pritchard
- 1989 : Prix Génie de la meilleure cinématographie à Thomas Vamos
- 1989 : Prix Génie de la meilleure réalisation à Francis Mankiewicz
- 1989 : Prix Génie du meilleur scénario adapté à Jacques Savoie et Francis Mankiewicz
- 1989 : Prix Génie du meilleur film à Francine Morin et René Malo
- 1989 : Prix Génie de la meilleure musique à François Dompierre
- 1989 : Prix Génie de la meilleure actrice dans un rôle principal à Monique Spaziani
- 1989 : Prix Génie de la meilleure actrice dans un rôle de soutien à Miou-Miou